# În Culori
În Culori (pol. Pokolorowane) – drugi album studyjny rumuńskiego zespołu Akcent. Wydana w 2002. Nagrana w nowym składzie grupy. 
Akcent nagrał teledyski do utworów "În Culori", "Prima Iubire" i "Ți-am promis". 

## Twórcy
- Adrian Claudiu Sana
- Marius Nedelcu
- Mihai Gruia
- Sorin Ștefan Brotnei

## Lista utworów
1. Ți-am promis
2. Cel mai dulce cadou
3. În culori
4. Măcar
5. Într-o noapte târziu
6. Nici o zi fără tine
7. Prima iubire
8. Dă-mi un tel
9. Spune-mi
10. Departe de tine